# Yahoo! Respuestas
Yahoo! Respuestas fue un sitio web de preguntas y respuestas impulsado por la comunidad o un mercado de conocimiento de Yahoo!, que permitía a sus usuarios tanto formular preguntas como responderlas. Para hacerlo, el usuario tenía que tener una cuenta Yahoo!. Las preguntas eran ordenadas mediante categorías que agilizaban el tiempo de respuesta por parte de los usuarios. Cuando algunas preguntas lograban un nivel particular podían ser difundidas en la página principal en la pestaña descubrir. 
Yahoo! Respuestas se encontraba disponible en doce idiomas, pero en Asia contaba con una plataforma diferente, la cual permitía caracteres no latinos, llamada Yahoo! Chiebukuro (Yahoo! 知恵袋) en Japón y Yahoo! Knowledge en Corea del Sur, Taiwán, China y Hong Kong, de las cuales solo la primera plataforma mencionada sigue activa.
El 5 de abril de 2021, Yahoo! anunció que Yahoo! Respuestas se cerraría el 4 de mayo de 2021. El 20 de abril de 2021, el sitio web pasó a ser solo de lectura y los usuarios ya no podrán hacer ni responder preguntas. El sitio dejó de operar el 4 de mayo de 2021.

## Historia
El sitio web Yahoo! se incorporó oficialmente el 2 de marzo de 1995, y fue creado por Jerry Yang y David Filo. El sitio web comenzó como un directorio de búsqueda de varios sitios web, y pronto se convirtió en un recurso de Internet establecido que cuenta con la plataforma "Yahoo! Answers". Yahoo! Respuestas se lanzó el 28 de junio de 2005, durante las pruebas internas de la alfa por el director de Ingeniería, Ofer Shaked. Yahoo! Respuestas se lanzó al público en general durante las pruebas de la beta el 8 de diciembre de 2005, que duró hasta el 14 de mayo de 2006. Yahoo! Respuestas finalmente se incorporó a la disponibilidad general el 15 de mayo de 2006. El sitio cerrará definitivamente el 4 de mayo de 2021. 
Yahoo! Respuestas fue creada para reemplazar a Ask Yahoo!, la antigua plataforma de preguntas y respuestas de Yahoo!, la cual fue descontinuada en marzo de 2006. El sitio ofrece a los miembros la posibilidad de ganar puntos como una forma de alentar la participación y se basa en la Knowledge iN de Naver.

### Cierre
El 5 de abril de 2021, Yahoo! anunció el cierre de Yahoo! Respuestas, que ocurrió el 4 de mayo de 2021. Iniciando el 20 de abril de 2021, el sitio cambió a solo lectura y los usuarios ya no podrán hacer o responder preguntas. Yahoo anunció que tras el cierre del sitio, los usuarios podrán solicitar una descarga del contenido que tengan en Yahoo! Respuestas hasta el 30 de junio de 2021, aunque advirtieron que el proceso de la descarga de contenidos podría tardar hasta 30 días.

## Funcionamiento de la página
Todos los usuarios de Yahoo! podían formular preguntas siempre que no violen las normas de la comunidad de Yahoo! Respuestas. Aunque el servicio en sí era gratuito, el contenido de las respuestas era propiedad de los respectivos usuarios, mientras que Yahoo! mantenía un derecho mundial no exclusivo y libre de regalías para publicar la información. El chat estaba explícitamente prohibido en los lineamientos de la comunidad, aunque categorías como Política y Religión y Espiritualidad eran en su mayoría opiniones. Los usuarios también podían optar por revelar su Yahoo! ID de Messenger en su página de perfil de Respuestas.
El mal uso de Yahoo! Respuestas era manejado por un sistema de moderación del usuario, donde los usuarios informaban las publicaciones que infringían las pautas o los Términos del Servicio. Las publicaciones se eliminaban si recibían el suficiente peso de los informes confiables (informes de usuarios con un historial de informes confiables). La eliminación podía ser apelada: una apelación sin éxito recibía una penalización de 10 puntos; una exitosa restablecía la publicación y reducía la 'calificación de confianza' (poder de informar) del reportador. Si un usuario recibía una gran cantidad de infracciones en un período de tiempo relativamente corto o una infracción muy grave, podía provocar la suspensión de la cuenta del abusador. En casos extremos, pero raros (por una violación de los Términos de Servicio), la Yahoo! ID del abusador se desactivaba repentinamente sin previo aviso.
Cuando el usuario de Yahoo! entraba en la plataforma podía asignarse un nickname (seudónimo) y una foto o imagen de perfil. Yahoo! Avatares, un servicio que ofrecía la creación de un avatar personalizado, se suspendió en 2012.
Cuando el usuario formulaba una pregunta debía de escoger un título interrogativo para la misma, el cual especificaba de manera breve en que consistía. De manera opcional, podía añadir detalles a la pregunta, así como enlaces a otras páginas y (desde la aparición del nuevo diseño violeta) videos o imágenes. Al terminar la pregunta, el usuario debía seleccionar una categoría y, por lo menos, una subcategoría, para publicarla. 
Una vez en el aire la pregunta podía añadir detalles. Antiguamente, la pregunta tenía 4 días para que ser respondida (con la posibilidad de ser eliminada). Desde la primera hora, el preguntador tenía la posibilidad de elegir la mejor respuesta. Si no lo hacía, o no elegía la opción "No hay mejor respuesta", la misma sería establecida por la votación de la comunidad de Yahoo! Respuestas. El plazo para el cierre de la pregunta podía extenderse hasta 8 días. Sin embargo, esta modalidad fue abandonada poco tiempo después de la implementación del nuevo diseño violeta: desde entonces, solo el creador de la pregunta podía determinar la mejor respuesta.
Cuando el usuario respondía a una pregunta debía de poner su respuesta en el cuadro asignado. El usuario podía poner sus fuentes para que sea más fiable la respuesta.
Una vez enviada pudía ser editada o eliminada, o incluso anonimizada (desde el diseño violeta).

### Mejor respuesta
Una respuesta podía ser calificada como "mejor respuesta". Si era otorgado dicho merecimiento por el usuario que formuló la pregunta, la "mejor respuesta" aparecía destacada ante las demás preguntas y sería valorada de una a cinco estrellas y con una opinión por parte del usuario. Cuando la respuesta de un usuario era seleccionada como la mejor, 10 puntos eran automáticamente añadidos a su cuenta. 
Con la antigua modalidad, podían darse casos en que no se llegaba rápidamente a una mejor respuesta, como en el caso del empate. En esta circunstancia, la respuesta quedaba abierta hasta que se producía un nuevo voto a cualquiera de las respuestas empatadas, y luego la votación se cerraba de inmediato.
También se podía dar el caso de que no hubiese mejor respuesta, y entonces la pregunta se cerraba: no se destacaba ninguna de las respuestas y el autor de la pregunta recibía los 5 puntos que gastó al plantearla.
El periodo de votación por parte de la comunidad era de dos días, y el usuario que ha formulado la pregunta puede optar por dejarla a votación de la comunidad.

## Sistema de niveles y puntos
Para asegurar un sistema fiable de respuestas, y como modelo preventivo al spam, Yahoo! Respuestas tenía un sistema de puntos en el que puede privar a los usuarios de realizar determinadas operaciones, como valoración de preguntas.
Al comenzar en Yahoo! Respuestas se le otorgan cien puntos, luego se otorgan dos puntos por cada respuesta dada, un punto para cada voto en las preguntas sin resolver y diez puntos si la respuesta del usuario se elige como mejor respuesta (y, en la antigua modalidad, recibías tres puntos por elegir la mejor respuesta para una pregunta realizada por otro usuario). Cinco puntos se restan cuando un usuario hace una pregunta, dos puntos si suprime una respuesta.

### Tabla de puntos[34]
|                 | Nivel 1 | Nivel 2     | Nivel 3     | Nivel 4     | Nivel 5     | Nivel 6       | Nivel 7     |
| --------------- | ------- | ----------- | ----------- | ----------- | ----------- | ------------- | ----------- |
| Puntos          | 100–249 | 250–999     | 1,000–2,499 | 2.500–4.999 | 5.000–9.999 | 10.000–24.999 | 25.000+     |
| Preguntas       | 5       | 10          | 15          | 20          | 20          | 20            | 20          |
| Respuestas      | 20      | 40          | 60          | 80          | 80          | 80            | 80          |
| Comentarios     | 10      | 20          | 30          | 40          | 40          | 40            | 40          |
| Estrellas       | 10      | 100         | 100         | 100         | 100         | 100           | 100         |
| Clasificaciones | 0       | Sin limitar | Sin limitar | Sin limitar | Sin limitar | Sin limitar   | Sin limitar |
| Votos           | 25      | 50          | 75          | 100         | 200         | 400           | 400         |

### Acciones
Los puntos se suman o se restan siguiendo esta tabla:
| Acción | Puntos |
| --- | ------ |
| Inscripción | +100   |
| Formular una pregunta | -5     |
| Escoger la "mejor respuesta" a una pregunta formulada                                                                                      | +3     |
| Sin "mejor respuesta" seleccionada por votos de los usuarios en tu pregunta                                                                | + 5    |
| Responder una pregunta | + 2    |
| Eliminar una respuesta formulada por sí mismo                                                                                              | - 2    |
| Iniciar Sesión en Yahoo! Respuestas | + 1    |
| Votar por "No hubo mejor respuesta" | 0      |
| Obtener una "mejor respuesta" | +10    |
| Recibir un "pulgar arriba" es una habilitación asociada a una mejor respuesta que usted escribió (hasta los 50 pulgares arriba se cuentan) | + 1    |

Antes del 20 de abril de 2012, los usuarios de niveles 5 y superiores podrían dar un número ilimitado de preguntas, respuestas y comentarios. Yahoo! Respuestas establecieron un límite superior para frenar el spam y las respuestas improductivas. Antes de abril de 2014, los usuarios también podían votar una mejor respuesta si el que pregunta no elegía una, pero esto se descontinuó.

## Insignias

### Colaboradores destacados
Los colaboradores destacados, son aquellos que obtienen un buen porcentaje de buenas respuestas en una categoría específica. Se distinguen gracias a que el sistema les hace aparecer un cartel de color naranja bajo su nombre de perfil con la leyenda "Colaborador destacado", el cual se logra exclusivamente después de haber obtenido un porcentaje determinado de respuestas que han sido elegidas como "mejor respuesta" por quien hizo la pregunta o bien por votación de los usuarios. Se les quita su título al bajar su porcentaje de buenas respuestas en un período determinado de tiempo.

### Personal
Insignia que se ve bajo el nombre de los miembros del personal de Yahoo! Respuestas.

### Oficial
Este tipo de insignia se encuentra en el nombre de celebridades y en departamentos gubernamentales.

### Colaborador Oficial (Knowledge Partner)
Estas insignias se encuentran bajo el nombre de las compañías u organizaciones que comparten su conocimiento personal y experiencia con los miembros de Yahoo! Respuestas.

## Críticas

### Problemas de estructuración de Yahoo! Respuestas
- El servicio no es confiable y hasta es objeto de burlas en otros sitios web, básicamente porque los usuarios que responden las dudas muchas veces tienen más ignorancia del tema que quien publica la pregunta, generando gran confusión y desorientación en quienes se topan con dichas respuestas en una búsqueda en Internet.
- La mayoría de las veces la información vertida en las respuestas es tan incompleta, inexacta y totalmente errada, sin que nadie corrija esos errores, que es motivo de permanentes burlas en Internet, encontrando sitios dedicados a publicar "Las preguntas más estúpidas de Yahoo! Respuestas". También es muy común el caso de respuestas que son solo sarcasmos, información sin sentido u opiniones denotativas hacia quien dejó la pregunta.
- La mayoría de los usuarios responden a menudo a las preguntas con respuestas "copia y pega" desde sitios web que brindan información sobre diversos temas, siendo el más utilizado justamente esta misma enciclopedia. Existe gran cantidad de usuarios que copian y pegan información de Wikipedia y los utilizan en sus respuestas y esto dio lugar al término "wikipasting", que hace referencia a este modo de responder a preguntas.
- Debido a su gran tráfico y backlinks, los enlaces de Yahoo! Respuestas aparecen en los primeros lugares de una búsqueda de cualquier tema o cualquier otro buscador, generando una permanente pérdida de tiempo a quienes necesitan encontrar información confiable, además de ser unas de las mayores causas de proliferación de información inexacta y redundante en la web (Para excluir Yahoo! Respuestas de los resultados de un buscador, use el operador guion -respuestas).[38]
- En algunas secciones las preguntas consiguen respuestas solamente en los primeros minutos luego de ser emitidas, mientras que en otras secciones pueden pasar varios minutos u horas antes de que una pregunta obtenga tan solo una o dos respuestas.
- La existencia de categorías abandonadas las cuales o son utilizadas con preguntas que obtienen muy pocas o ninguna respuesta, o bien, son utilizadas para crear las comunidades en Yahoo! Respuestas.
- Por una razón de carencia de interés, ninguna pregunta de usuarios de las versiones de Argentina, México, y Estados Unidos aparece en la versión de Yahoo! Respuestas España, lo cual no se produce en sentido inverso, es decir en todas las versiones en castellano, salvo en la de España, todas las preguntas de usuarios hispanoparlantes, sin importar el origen de estos se confunden.

## Comunidades en Yahoo! Respuestas
En el ámbito de Yahoo! Respuestas se han ido formando grupos de usuarios con intereses afines, los cuales, en algunos casos, han derivado en verdaderas comunidades virtuales ajenas a Yahoo Respuestas. Estas comunidades tienen en común que su temática no guarda ninguna relación con la sección en que los usuarios participan, en este sentido estas comunidades tienen un estatus de subversivo para con el reglamento interior de Yahoo Respuestas el cual advierte que se reserva el derecho de borrar preguntas, respuestas y cuentas de usuarios que deliberadamente publiquen contenido que no tenga ninguna relación con la temática de la sección en que se encuentren.

## Promociones y eventos

### Yamster

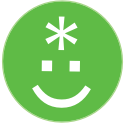
La cara verde sonriente de Yahoo! Respuestas

La mascota oficial de Yahoo! Respuestas es un hámster caricaturizado llamado Yamster. Yamster es una combinación, o acrónimo, de las palabras "Yahoo" y "hámster". La mascota también se usa como avatar para el personal de Yahoo! respuestas.
Durante la prueba beta de Yahoo! Respuestas en 2005, el director de Gestión de Producto usaría un Gemmy Kung Fu Hámster para convocar empleados a las reuniones. El juguete era un hámster de peluche musical y bailarín vestido con un uniforme de karate. Un empleado de Yahoo! Respuestas seleccionó una foto del juguete como el avatar del personal. A continuación, un usuario cuestionó la potencial infracción de la marca registrada / derecho de autor al usar dicho avatar. En ese momento, la foto fue reemplazada por la cara verde sonriente de Yahoo! Respuestas. A principios de 2006, la cara sonriente verde fue reemplazada por la caricatura de Yamster vestido con un uniforme de karate. A partir de noviembre de 2009, la historia de Yamster, completa con fotos del juguete, estaba disponible en el blog del equipo de Yahoo! de Vietnam.

### Invitados especiales
Algunos personajes importantes han tenido la oportunidad de formular preguntas:
- Claudia Schiffer[43]
- Delta Air Lines[44]
- John McCain[45]
- Deepak Chopra[46]
- Juanes[47]
- Victoria Beckham[48]
- Emma Bunton[49]
- Hillary Clinton[50]
- Abdul Kalam[51]
- Bruce Willis[52]
- Barack Obama[53]
- David Filo[54]
- Alejandro Sanz[55]
- Nancy Pelosi[56]
- Elisabeth Shue[57]
- Jean-Michel Cousteau[58]
- Bono[59]
- Stephen Hawking[59]
- Al Gore[60]
- Muhammad Yunus[61]
- Marilyn vos Savant[60]
- entre otros.